# Distrikt Pueblo Libre (Huaylas)
Der Distrikt Pueblo Libre (pueblo libre spanisch für „freies Dorf“) liegt im zentralen Süden der Provinz Huaylas in der Region Ancash in West-Peru. Der am 2. Januar 1857 gegründete Distrikt hat eine Fläche von 130,99 km². Beim Zensus 2017 lebten 6371 Einwohner im Distrikt. Verwaltungssitz ist die 2488 m hoch gelegene Ortschaft San Juan mit 181 Einwohnern (Stand 2017). San Juan liegt im Flusstal der Quebrada Huashca, 7 km südlich der Provinzhauptstadt Caraz.

## Geographische Lage
Der Distrikt Pueblo Libre hat eine Längsausdehnung in Nord-Süd-Richtung von etwa 20 km sowie eine maximale Breite von knapp 11 km. Er liegt auf der westlichen Uferseite des Río Santa im Hochtal Callejón de Huaylas und reicht im Westen bis zur Wasserscheide der Cordillera Negra.
Der Distrikt Pueblo Libre grenzt im Westen an den Distrikt Pamparomás, im Nordwesten an den Distrikt Huata, im Nordosten an den Distrikt Caraz, im Osten an die Distrikte Yungay und Matacoto (beide in der Provinz Yungay) sowie im Süden an die Distrikte Cascapara und Quillo (ebenfalls beide in der Provinz Yungay).

## Ortschaften im Distrikt
Im Distrikt Pueblo Libre gibt es neben dem Hauptort San Juan noch folgende größere Ortschaften:
- Acoyo
- Allmay
- Chiclin
- Coirocsho
- Cotorac
- Cruz de Mayo
- Fuipon
- Huamancayan
- Huanayo
- La Hoyada
- Marca
- Catucancha
- Riurin
- Tocash